# Иванов, Александр Иванович (писатель)
Александр Иванович Иванов (род. 15 сентября 1938, Чимкент) — советский, затем киргизский прозаик, журналист, член Союза писателей СССР (с 1976 года), главный редактор журнала «Литературный Кыргызстан» (с 1984 по 2025 год). Заслуженный деятель культуры Кыргызской Республики (2000). Народный писатель Кыргызской Республики (2024).

## Биография
Александр Иванович Иванов родился 15 сентября 1938 года в городе Шымкент Казахской ССР. Окончив в 1958 году среднюю школу, поступил на филологический факультет Киргизского государственного университета, из которого выпустился в 1962 году. В том же году Александр Иванович был принят на должность литературного сотрудника газеты «Комсомолец Киргизии», позже стал заведующим отделом редакции издания. С 1965 года работал в Душанбе литсотрудником и заместителем главного редактора газеты «Комсомолец Душанбе». Возвратившись во Фрунзе, Иванов был назначен редактором и заместителем директора телепрограмм Государственного комитета Киргизской ССР по телевидению и радиовещанию.
С 1971 года — инструктор Центрального комитета КПСС по Киргизской ССР, с 1984 года — главный редактор литературного и общественно-политического журнала «Литературный Кыргызстан». С 1987 по 1998 год был собственным корреспондентом «Литературной газеты» от Киргизии.
В марте 2025 года ушёл с поста главного редактора «Литературного Кыргызстана».

## Признание
В «Российской газете» назван одним из «патриархов» русскоязычной литературы Кыргызстана.

## Награды
- Медаль «За трудовое отличие»[1].
- Народный писатель Кыргызской Республики (31 августа 2024 года) — за существенный вклад в развитие социально-экономического, интеллектуального и культурного потенциала Кыргызской Республики, большие достижения в профессиональной деятельности, а также в честь 100-летия со дня образования Кара-Кыргызской автономной области и в связи с Днём независимости Кыргызской Республики[5].
- Заслуженный деятель культуры Кыргызской Республики (8 июня 2000 года) — за заслуги в области литературы[6].